# French Tech

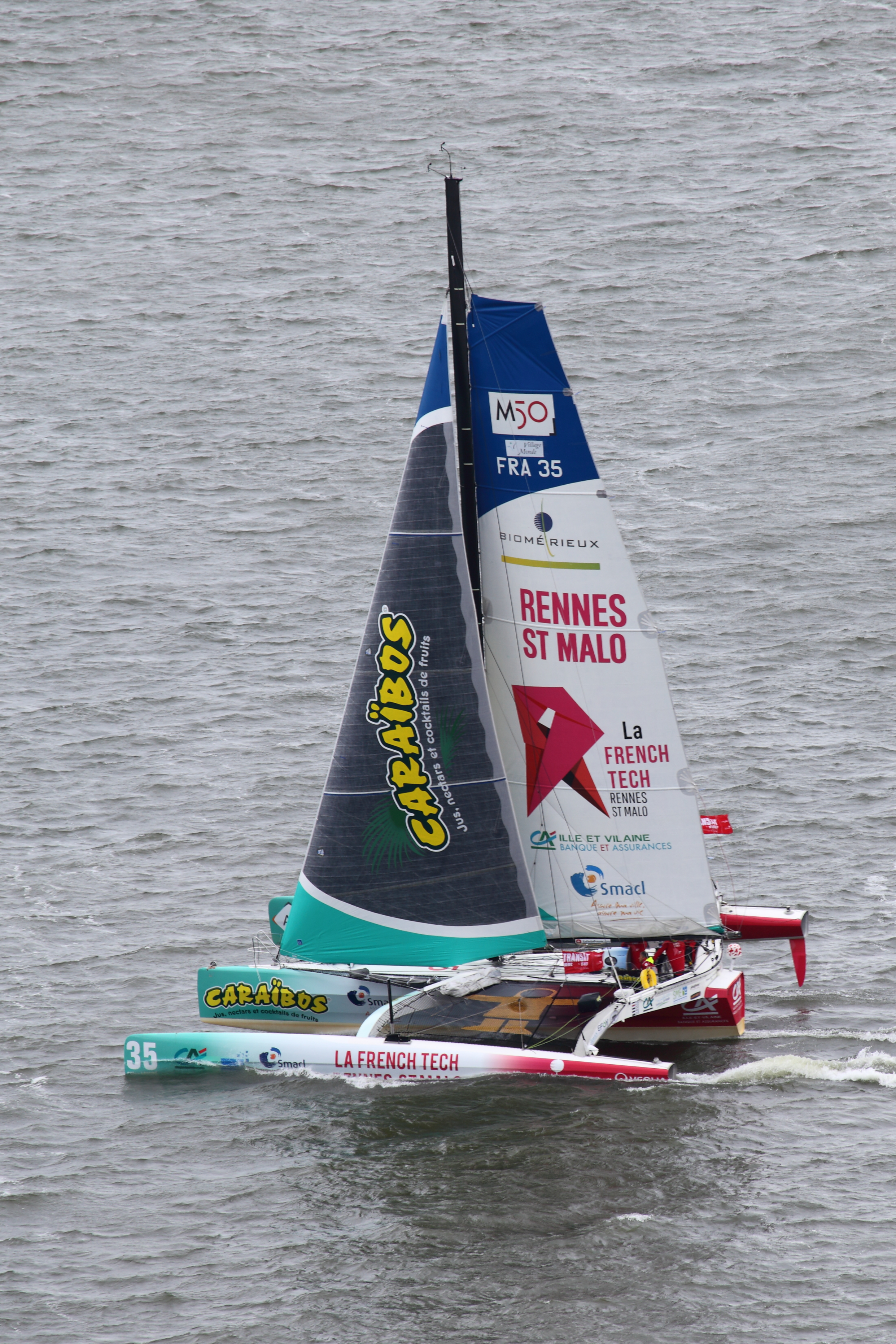
French Tech

French Tech es una acreditación otorgada a las ciudades francesas reconocidas por su ecosistema de empresa emergente. También es un nombre utilizado por las empresas francesas tecnológicamente innovadoras en todo el mundo.
Convencido por la necesidad de promover el surgimiento de nuevas empresas en Francia para generar valor económico y empleo, el Gobierno francés creó la Iniciativa Tecnológica Francesa a finales de 2013. Su filosofía: basarse en las iniciativas de los miembros de la propia Tech francesa, destacar lo que ya existe, y crear un efecto bola de nieve. Es una ambición compartida, impulsada por el Estado pero llevada y construida con todos los actores de la empresa francesa de tecnología y escena de puesta en marcha.
La iniciativa French Tech también tiene un objetivo transversal: mejorar la coherencia de las acciones públicas en favor de las startups. No crea una nueva organización ni una nueva herramienta pública, pero es llevado por un pequeño equipo, Mission French Tech, que trabaja en estrecha colaboración con el Ministerio de Economía y Finanzas, el Ministerio de Relaciones Exteriores y el Comisariado General de Inversiones. Sus socios, pilares de la iniciativa, son operadores nacionales que, bajo la bandera común "French Tech", coordinan sus acciones a favor de las nuevas empresas: Caisse des Dépôts, Bpifrance y Business France.
El financiamiento de la iniciativa tecnológica francesa para aceleradores (200 millones de euros) y atractivo internacional (15 millones de euros) forma parte del programa Inversiones para el futuro. En este contexto, el operador es Caisse des Dépôts, que se basa en Bpifrance para la inversión en aceleradores y en Business France para inversiones internacionale.
El objetivo de French Tech es proporcionar una fuerte identidad visual común a las startups francesas, así como promover el intercambio empresarial entre ellas.